# وزارة نور الدين محمود
وزارة نور الدين محمود مصطفى هي الحكومة العراقية الخامسة والأربعون، خلفت هذه الوزارة وزارة مصطفى العمري.
تشكلت الوزارة في 23 تشرين الثاني 1952 واستمرت إلى 22 كانون الثاني 1953 وتشكلت بعدها وزارة جميل المدفعي السادسة.

## التشكيلة الوزارية
تكونت الوزارة من الوزراء أدناه:
- رئيس الوزراء: نور الدين محمود، كذلك وزير الدفاع ووزير الداخلية بالوكالة
- وزير الخارجية: فاضل الجمالي
- وزير المالية: علي محمود الشيخ
- وزير العدلية: عبد الرسول الخالصي
- وزير الاقتصاد: ماجد مصطفى بالوكالة ثم نديم الباجه جي الذي عين في 21 كانون الأول 1952
- وزير المواصلات والأشغال العامة: عبد الرسول الخالصي بالوكالة ثم عبد الرحمن جودت الذي عين في 21 كانون الأول 1952
- وزير الشؤون الاجتماعية: ماجد مصطفى ثم سعيد قزاز الذي عين في 21 كانون الأول 1952
- وزير الزراعة: رايح العطية
- وزير الصحة: عبد المجيد القصاب
- وزير المعارف: قاسم خليل